# Excelsior-Henderson
Excelsior-Henderson is een Amerikaans merk van motorfietsen.
De bedrijfsnaam is: Excelsior-Henderson Motorcycle Mfg. Co., E.H. Partners Inc., Belle Plaine (Minnesota).
In 1993 presenteerden de Amerikaanse broers Don en David Hanlon hun plannen om het merk Excelsior-Henderson terug te brengen. Zij begonnen met de ontwikkeling van een nieuwe, 1386 cc Super X die in 1996 in Sturgis werd gepresenteerd. 
In 1999 werd de Super HCX gepresenteerd, maar in december van dat jaar werd al faillissement aangevraagd. Investeerder E.H. Partners nam de boedel over en meldde dat in 2000 de productie weer zou starten. Dit lukte echter niet en een nieuwe overname door Interstate Equipment Leasing bracht ook geen soelaas. Men leverde in 2001 alleen nog onderdelen tegen contante betaling. Zie ook ACE en Henderson.